# Gottolengo
Gottolengo (lombardul: Otalènch) település Olaszországban, Lombardia régióban, Brescia megyében. Lakosainak száma 4969 fő (2023. január 1.). Gottolengo Gambara, Ghedi, Leno, Pralboino, Isorella és Pavone del Mella községekkel határos.

## Népesség
A település lakossága az elmúlt években az alábbi módon változott:
| Lakosok száma | 5233 | 5184 | 4969 |
|               | 2017 | 2018 | 2023 |